# M'Tal
M'Tal  (in arabo امطل‎?) è un centro abitato e comune rurale del Marocco situato nella provincia di Sidi Bennour, regione di Casablanca-Settat. Conta una popolazione di 9 913 abitanti (censimento 2014).